# Ildikó Stréhli
Ildikó Stréhli (Dorog, 15 luglio 1965) è una bobbista ungherese.
Maestra di sci, maratoneta, paracadutista d'élite, ex nuotatrice universitaria e cintura marrone di judo, partecipò alle Olimpiadi inverbali di Salt Lake City 2002 facendo parte della Nazionale di bob dell'Ungheria insieme ad Éva Kürti e classificandosi al 13º posto della gara di bob a due femminile.

## Biografia
Figlia di un minatore di carbone e una parrucchiera, Strehli nacque a Dorog, città mineraria vicino a Budapest. Da giovane praticò lo sci su assi di noce americana tagliate per lei da suo padre ed attaccate con cinghie di gomma per le scarpe. All'età di 14 anni, fu selezionata come un potenziale talento nell'atletica leggera dall'allora governo comunista ungherese: lasciata la casa dei genitori, frequentò una scuola speciale di educazione fisica a Budapest, dove imparò il judo e gareggiò nelle staffette del nuoto. Presentata ai membri della squadra nazionale ungherese di paracadutismo sportivo, fu invitata a unirsi alla squadra. Frequentò anche un campo per maestri di sci, ottenendone la certificazione. A seguito di un incidente in moto nel 1989, si infortunò gravemente a un ginocchio, rovinando il sogno di entrare nella squadra olimpica di judo a Barcellona 1992. Strehli abbandonò allora gli sport agonistici, divenendo insegnante di educazione fisica in una scuola superiore. Nel 1993, desiderosa di migliorare la sua conoscenza della lingua inglese, si recò negli Stati Uniti, scegliendo la zona di Washington perché un'amica ungherese lavorava lì come baby sitter. Durante una partita di pallavolo, incontrò Bob Shell, falegname e maestro di sci, che divenne poi suo marito. Subito dopo il loro matrimonio, nell'autunno del 1994, parteciparono a una fiera del lavoro a Seven Springs, in Pennsylvania, e ottennero un lavoro in una stazione sciistica della zona. Circa sei mesi dopo, Strehli scoprì un nodulo maligno nel seno destro e nell'autunno del 1995 iniziò a sottoporsi a radioterapia, chemioterapia e lumpectomia. Nel frattempo, deperita e avendo perso i capelli, cercò di mantenersi positiva, continuando a lavorare a tempo pieno come maestra di sci. Nel 1997, si trasferì col marito a Park City, nello Utah desiderosi di insegnare a sciare su montagne più grandi; nello stesso anno corse una maratona, pensando che "se posso farlo, non ho nulla di cui preoccuparmi" e nel frattempo il suo corpo sembrò reagire bene alle cure. Dopo aver letto un annuncio sul giornale locale in cui si cercavano donne nate all'estero per imparare lo sport del bob, Stréhli fu incoraggiata dal marito a frequentare la scuola guida presso la nuova pista olimpica lì vicino: Strehli andò e si innamorò di questo sport. Completato con successo il programma di addestramento, fu invitata a partecipare a un evento di Coppa del Mondo che si sarebbe svolto a Park City circa un mese dopo. Pur non possedendo alcuna slitta, pattini o attrezzatura e avendo poche possibilità di esercitarsi e, soprattutto, nessuna frenatrice ungherese, fece pubblicare un annuncio sui giornali per trovare una compagna di squadra; per allenarsi caricò di mattoni la propria utilitaria rossa e spingendola in un parcheggio di Wekerle, ma erano spesso veniva interrotta da uomini che gentilmente si offrivano di aiutarla spingere l'automobile lensandi ad un guasto. Infine, riuscì a contattare la collega maestra di sci ungherese Judit Haverty, che conosceva da anni e che viveva nello stato di Washington, la quale si rese disponibile pur non avendo mai visto un bob e non avendo mai partecipato a nessuno sport di scivolamento: "Ho paura per me, ma ho detto: lo farò per l'Ungheria e per te". Recuperato un vecchio bob sgangherato "nel cortile di qualcuno", rimasero svegli fino alle 3 del mattino prima della gara, cercando di rendere sicuro il veicolo lungo la pista ghiacciata: la squadra è arrivò 13a su 15 equipaggi. Durante il primo anno di gare, la squadra statunitense prestò slitte e pattini, ma ciononostante Strehli e Shell, pur continuando a lavorare a tempo pieno come maestri di sci, si ritrovarono profondamente indebitati: insieme alla statunitense Donna Matturro McAleer e all'ex atleta ungherese Éva Barati (staffettista 4×400 a Barcellona 1992), Ildikó ottenne il 16º posto assoluto della Coppa del Mondo di bob 1998-1999. L'estate successiva, Strehli spese altri 5.000 dollari per acquistare un vecchio bob della Germania orientale e 2.500 dollari per vecchi pattini. Nell'estate 1999 scoprì un secondo nodulo maligno che questa volta la costrinse all'asportazione di entrambi i seni il 14 settembre 1999. Pochi mesi dopo, quando il bob femminile fu accettato nel programma dei Giochi olimpici invernali, Strehli si stava ancora riprendendo dall'intervento: pur non potendo sollevare le braccia sopra la testa e avendo ancora punti di sutura sul petto, Strehli riprese le competizioni nel circuito della Coppa del Mondo di bob 2000, dove continuò a restare in fondo alla classifica. L'anno successivo ottenne la sponsorizzazione di Patrick Powers, uomo d'affari di Anaheim che già finanziava gli atleti statunitensi Todd Hays e Bonny Warner. Dopo aver subito un altro intervento chirurgico alla spalla e alla schiena, continuò la preparazione per la stagione autunnale, sapendo che avrebbe dovuto finire tra le prime 15 nella classifica della Coppa del Mondo di bob 2001 per assicurarsi la qualificazione ai Giochi Olimpici. Lasciato il lavoro per dedicarsi completamente al sogno olimpico, alla fine di una stagione intensa (che incluse una caduta durante una gara in Germania), Strehli arrivò solo 18° nella classifica generale della Coppa del Mondo. Tuttavia, tra le prime quindici vi erano tre squadre statunitensi e tre tedesche (potendo gareggiare alle olimpiadi solo due equipaggi per nazione), mentre anche il Canada (8º posto) decise di mantenere la promessa di non inviare a Salt Lake City una squadra che non fosse riuscita a raggiungere un piazzamento tra le prime sei in alcun evento di Coppa del Mondo: Strehli riuscì così a conquistare la storica qualificazione ai Giochi olimpici di Salt Lake City 2002.
Soprannominata la "principessa del bob" e la "Lance Armstrong del bob femminile", Stréhli scese con il bob soprannominato "slitta piena di speranza" (Sled Full of Hope), decorata con un fiocco rosa per ricordare la lotta contro il cancro al seno e i nomi di amici familiari e altri pazienti oncologici che l'avevano incoraggiata.
Dopo le Olimpiadi prese parte ad altre due gare della Coppa del Mondo di bob 2002 con Éva Kürti, ma l'aumento dei costi del bob e il fatto di essere stata la bobbista olimpica più anziana, fecero concludere la carriera bobbistica. Nel marzo 2002 iniziò a dedicarsi al tiro con l'arco, ottenendo alcuni podi nelle competizioni e venendo così inserita nella squadra nazionale ungherese.
Per il suo impegno, il Comitato Olimpico Ungherese le conferì il premio per la donna sportiva dell'anno 2002.